# Dadhalia
Lo Stato di Dadhalia fu uno stato principesco del subcontinente indiano, avente per capitale la città di Dadhalia.

## Storia
Dadhalia era uno stato di V classe comprendente 11 villaggi su una superficie di 72,51 km². Era amministrato dai capi della dinastia Rajput. Nel corso della sua storia, lo stato venne privato della sua giurisdizione come taluka per mala amministrazione e posto sotto la thana di Sabar Kantha.
Nel 1901 aveva una popolazione di 2 619 abitanti e produceva una rendita annua di 3689 rupie, pagando un tributo di 699 rupie annue allo Stato di Baroda e 611 rupie allo Stato di Idar.